# Delphyre dizona
Delphyre dizona är en fjärilsart som beskrevs av Druce 1898. Delphyre dizona ingår i släktet Delphyre och familjen björnspinnare. Inga underarter finns listade i Catalogue of Life.